# Staffage
Staffage (av gammalfranska estoffer och franska étoffer "förse med tyg") är en benämning främst inom bildkonst på smyckande tillbehör, kompletterande utrustning.

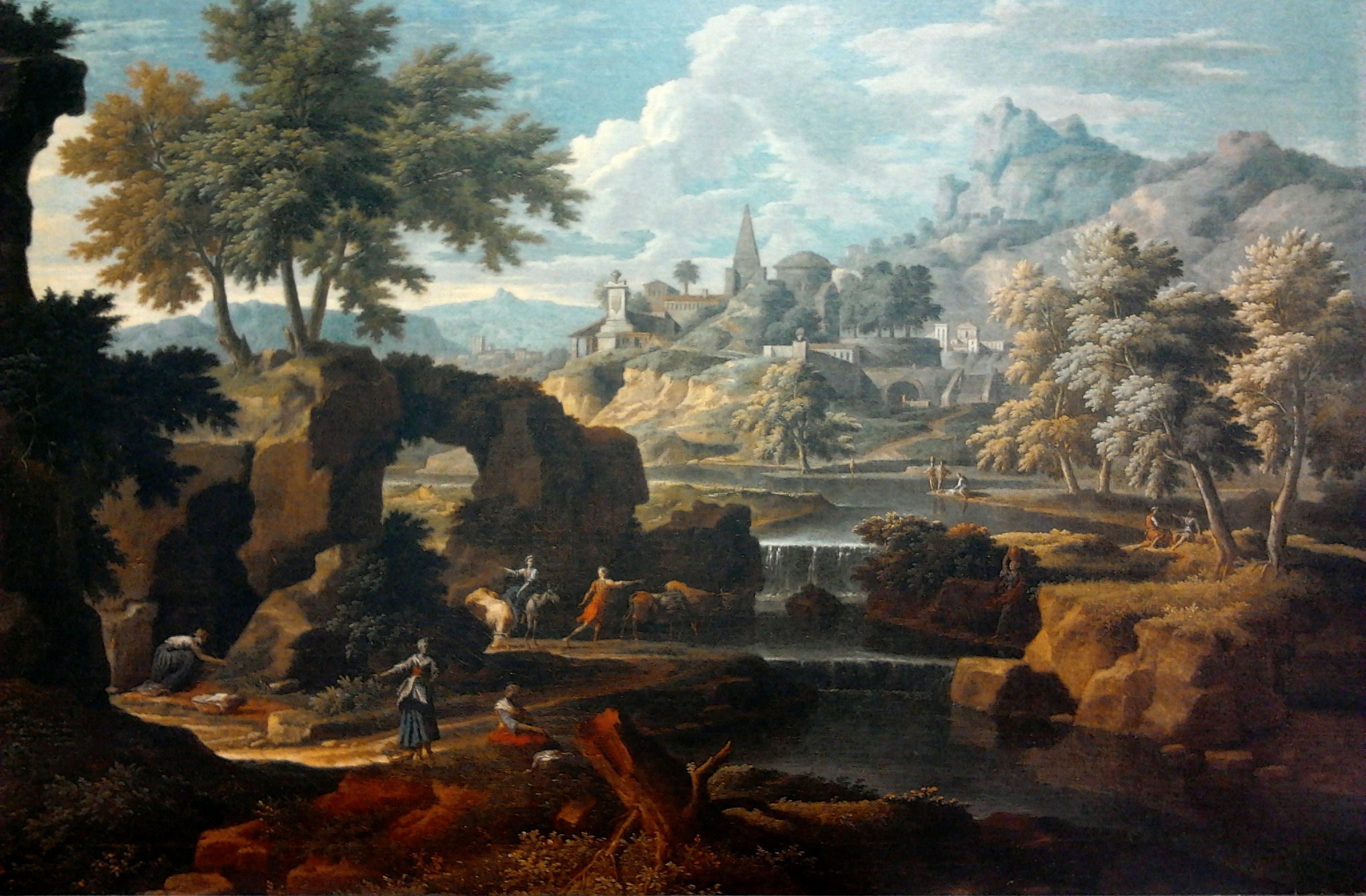
Paysage classique avec staffage, 1600-tal, Étienne Allegrain. Figurerna i bilden är staffage.

I landskaps- och arkitekturbilder är staffage ofta symboliskt menade figurer och djur som livar upp bilden. Särskilt under barocken kunde dessa berika kompositionen, ge färgaccenter och understryka djupet klarare (repoussoir). Barockmålare som Nicolas Poussin och Claude Lorrain använde ofta staffage. 
Under barocktid var det också vanligt att så kallade "staffagemålare" utförde figurscenerna medan en landskapsmålare framställde själva landskapsmotivet i en tavla.